# کن هاوری
کن هاوری (انگلیسی: Ken Howery؛ زادهٔ ۴ نوامبر ۱۹۷۵) سیاست‌مدار و کارآفرین اهل ایالات متحده آمریکا است.